# Hidroelektrana Lešće
Hidroelektrana Lešće ili HE Lešće je prva hidroelektrana izgrađena u Hrvatskoj od kada je Hrvatska postala samostalna država. Planovi za njenu gradnju su postojali još od 1980-tih godina, a po njima je Lešće trebala biti druga od 5 planiranih hidroelektrana na rijeci Dobri (prva je Hidroelektrana Gojak izgrađena još 1959.). Prema studiji Elektroprojekta d.o.o. iz 1995. procijenjeno je da bi cijela izgradnja hidroelektrane trebala koštati oko 90 milijuna američkih dolara, što je na kraju i bila cijena glavnog dijela izgradnje projekta (oko 440 milijuna kuna). Ukupna investicija je na kraju ipak narasla do astronomskih 700 milijuna kuna pri puštanju u probni pogon u rujnu 2010.
Sami pripremni radovi za gradnju hidroelektrane počeli su u rujnu 2005., a glavni radovi započeti su u studenom 2006. Gradnju je izvodio konzorcij kojega su činili Ingra, Končar – Inženjering i Konstruktor-inženjering. Vodne turbine je izgradio i postavio slovenski Litostroj. HE Lešće se nalazi u Karlovačkoj županiji, na slivu rijeke Kupe, na rijeci Gojačka Dobra koja nastaje od rijeka Ogulinske Dobre i Zagorske Mrežnice, pregrađenih branama Bukovnik i Sabljaci u funkciji HE Gojak (u gornjem toku Gojačke Dobre lijevi pritok je potok Ribnjak, a desni potok Bistrac; utok Gojačke Dobre u Kupu je kod sela Mahićno, 5 kilometara uzvodno od Karlovca).
HE Lešće predstavlja drugu energetsku stepenicu u iskorištavanju vodnog potencijala rijeke Dobre. Ideja je da se pregrađivanjem korita rijeke stvori umjetno jezero (akumulacijski bazen) i izvrši stvaranje hidroenergetskog potencijala gornjeg toka Gojačke Dobre. Gojačku Dobru stvaraju iskorištene vode HE Gojak i preljevne vode umjetnog jezera Bukovik. HE Lešće je projektirana kao jednonamjensko postrojenje s mogućnošću dnevnog do tjednog izravnanja voda. Uloga HE Lešće je proizvodnja električne energije u promjenjivom dijelu dnevnog dijagrama potrošnje.

## Tehnički podaci
Hidroelektrana Lešće je pribranskog tipa (akumulacijsko/protočna), i ima instaliranu snagu od 42,29 MW, te se godišnja proizvodnja procjenjuje da bi mogla dostići nekih 98 GWh (2010. je proizvodnja bila 31 GWh), a po nekim procjenama bi mogla stići i do 106,9 GWh (maksimalna snaga HE Lešće je podignuta na 55,5 MW). 2013. godine proizvedeno je rekordnih 110,6 GWh električne enrgije. Izgrađena je na lokaciji klanca Dobre, na donjem toku rijeke Dobre. Lešće je akumulacijska hidroelektrana čije puno umjetno jezero ima spremnik od otprilike 25,7 milijuna m3, što je dovoljno da se tjedan dana može neprestano proizvoditi električna energija iz nje pri punoj snazi. Duljina umjetnog jezera je 12,61 kilometara, te zauzima prostor od 146 hektara. Betonska brana ima duljinu od 176,5 metara, visinu 52,5 metara i širinu 4 metra. Litostroj je ugradio 2 jednake Francis turbine, pri čemu svaka ima snagu 20,68 MW. Ugrađena su i dva električna generatora snage 25 MVA. Potrošeno je više od 11 000 tona betona, i ugrađeno je oko 1 500 tona hidromehaničke i elektromehaničke opreme. Biološki minimum je 2,7 m3/s, dok je prosječni godišnji protok oko 32,5 m3/s. Konstruktivni pad vode hidroelektrane je 38,18 metara, a instalirani protok 2 x 60 m3/s plus još biološki minimum (2,7 m3/s).
HE Lešće će uglavnom svojom proizvodnjom pokrivati vrijeme vršnih potreba za električnom energijom, te se procjenjuje da bi godišnje mogla raditi više od 2 500 sati, te bi s tih prosječnih stotinjak GWh godišnje pokrivala oko 1% hrvatskih godišnjih potreba za električnom energijom, te smanjila ovisnost o uvoznoj električnoj energiji, što je u svakom slučaju vrlo pozitivno. Godišnje će lokalna zajednica na račun od hidroelektrane primati oko 200 000 kuna, a i cijena zemljišta je na tom području prilično porasla (do čak 20 puta). Rasklopno postrojenje 110 kV smješteno je na lijevoj obali na razini 188 metara nad morem.

### Brana HE Lešće
Izgradnjom betonske gravitacijske brane visine 52,5 metara i duljine u kruni 176,5 metara stvara se umjetno jezero ukupnog obujma 25,7 m3, te korisnog obujma 17,2 m3. Normalna kota uspora je 186 metara nad morem, duljina umjetnog jezera 12,61 kilometara, a površina 146 hektara. Na brani je predviđen preljev za evakuaciju velikih voda opremljen s 2 segmentne zapornice, te ulazni zatvarači tlačnih cjevovoda s uređajima za upravljanje. U tijelu brane smješteni su čelični tlačni cjevovodi, zatim kontrolna galerija i temeljni ispust sa zatvaračima. Tlačni cjevovodi dovoda glavnih agregata su promjera 4,4 metara, temeljnog ispusta 1,8 metara, a agregata biološkog minimuma 1,2 metara. Strojarnica je smještena neposredno uz branu, kao samostalan objekt.

## Ekološki problem s HE Lešće
Postoji i tamna strana priče oko same hidroelektrane, pošto postoji određena sumnja da se samo umjetno jezero neće moći napuniti po planu zbog podzemnih špiljskih prolaza kroz koje voda otječe. Ako to ispadne točno, onda se neće moći postići predviđena proizvodnja električne energije. HEP tvrdi da je to uzeo u obzir i da neće biti problema s akumuliranjem vode i ako bude potrebno izvršit će dodatne radove. Već sada je primjećeno da su se na širem području oko akumulacije pojavila neka jezera i bare, što je u svakom slučaju sumnjivo. Još jedan problem je da se čini kako je temperatura Dobre iza hidroelektrane pala, pošto je temperatura vode iz ispusta niža, jer se nalazi na dnu akumulacije (sam ispust vode je na dnu brane), te su tako kupališta na Dobri postala hladnija, a to bi moglo zasmetati i ribama i drugim organizmima u rijeci. Treći problem je što je jedan od ljepših klanaca na rijeci Dobri, a i u Hrvatskoj nepovratno uništen gradnjom hidroelektrane i potapanjem klanca.
Negativne posljedice rada HE Lešće na tridesetak kilometara dugi potez koji se uz rijeku Dobru nalazi nizvodno leži u činjenici da je donedavno maksimalni protok vode od 60 m3/s u sekundi, od otvorenja HE Lešće, povećan na 120 do čak 150 m3/s, što uzrokuje naglu pojavu snažnog vodenog vala, koji redovito poplavljuje okolna zemljišta i prometnice, te izaziva eroziju korita Dobre. No, ta je pojava posebno opasna za kupače u ljetnim mjesecima. HEP rješenje vidi u dizanju nasipa, otkupu kritičnih zemljišta od privatnih vlasnika i poribljavanju.

## Slike
- Brana HE Lešće u toku gradnje.
- HE Lešće u toku gradnje.
- Agregati (vodna turbina + generator) u strojarnici HE Lešće.